# Appendicula cleistogama
Appendicula cleistogama är en orkidéart som beskrevs av Rudolf Schlechter. Appendicula cleistogama ingår i släktet Appendicula och familjen orkidéer. Inga underarter finns listade i Catalogue of Life.